# Ville de Wollongong
La ville de Wollongong (en anglais : City of Wollongong) est une zone d'administration locale située dans l'État de Nouvelle-Galles du Sud en Australie, dont le siège est Wollongong.

## Géographie
Située dans la région de l'Illawarra, à environ 80 km au sud du centre-ville de Sydney, la ville de Wollongong couvre 684 km2 sur une étroite bande côtière le long de la mer de Tasman, du parc national Royal au nord au lac Illawarra au sud et limitée à l'ouest par les falaises d'Illawarra.
Elle comprend principalement la localité de Wollongong qui forme une seule agglomération avec la ville de Shellharbour au sud.
Elle est traversée par l'autoroute du Sud et la ligne de chemin de fer de la côte sud.

### Villes et quartiers
| - Austinmer - Avon (partagé avec Wollondilly) - Avaondale - Balgownie - Bellambi - Berkeley - Brownsville - Bulli - Cataract - Cleveland - Clifton - Coalcliff - Coledale - Coniston - Cordeaux (partagé avec Shellharbour) - Cordeaux Heights - Corrimal - Cringila - Dapto - Darkes Forest (partagé avec Wollondilly) - Dombarton - East Corrimal | - Fairy Meadow - Farmborough Heights - Fernhill - Figtree - Gwynneville - Haywards Bay - Helensburgh - Horsley - Huntley - Kanahooka - Keiraville - Kembla Grange - Kembla Heights - Koonawarra - Lake Heights - Lilyvale - Maddens Plains - Mangerton - Marshall Mount - Mount Keira - Mount Kembla - Mount Ousley | - Mount Pleasant - Mount Saint Thomas - North Wollongong - Otford - Port Kembla - Primbee - Russell Vale - Scarborough - Spring Hill - Stanwell Park - Stanwell Tops - Tarrawanna - Thirroul - Towradgi - Unanderra - Warrawong - West Wollongong - Windang - Wollongong - Wombarra - Wongawilli - Woonona |

## Histoire
En 1859, la municipalité de Wollongong et le comté d'Illawarra central sont créés, suivis par la municipalité d'Illawarra nord en 1868 et le comté de Bulli en 1906. Wollongong accède au rang de ville en 1942 et le 3 septembre 1947, l'ensemble fusionne sous le nom de « ville du Grand Wollongong ». Enfin en 1970, elle prend le nom de « ville de Wollongong » et le maire devient le lord-maire.
De mars 2008 à septembre 2011, le conseil municipal est suspendu de ses fonctions et un administrateur gère les affaires municipales.
En 2015, le gouvernement de Nouvelle-Galles du Sud propose de fusionner Wollongong avec Shellharbour afin de former une nouvelle zone d'administration locale de 831 km2 regroupant environ 276 000 habitants. En 2017, Gladys Berejiklian, nouvelle Première ministre de l'État, annonce le retrait du projet contesté par une partie de la population et des élus locaux.

## Démographie
| 2001    | 2006    | 2011    | 2016    | 2021    |
| ------- | ------- | ------- | ------- | ------- |
| 180 358 | 184 212 | 192 418 | 203 630 | 214 564 |

## Politique et administration

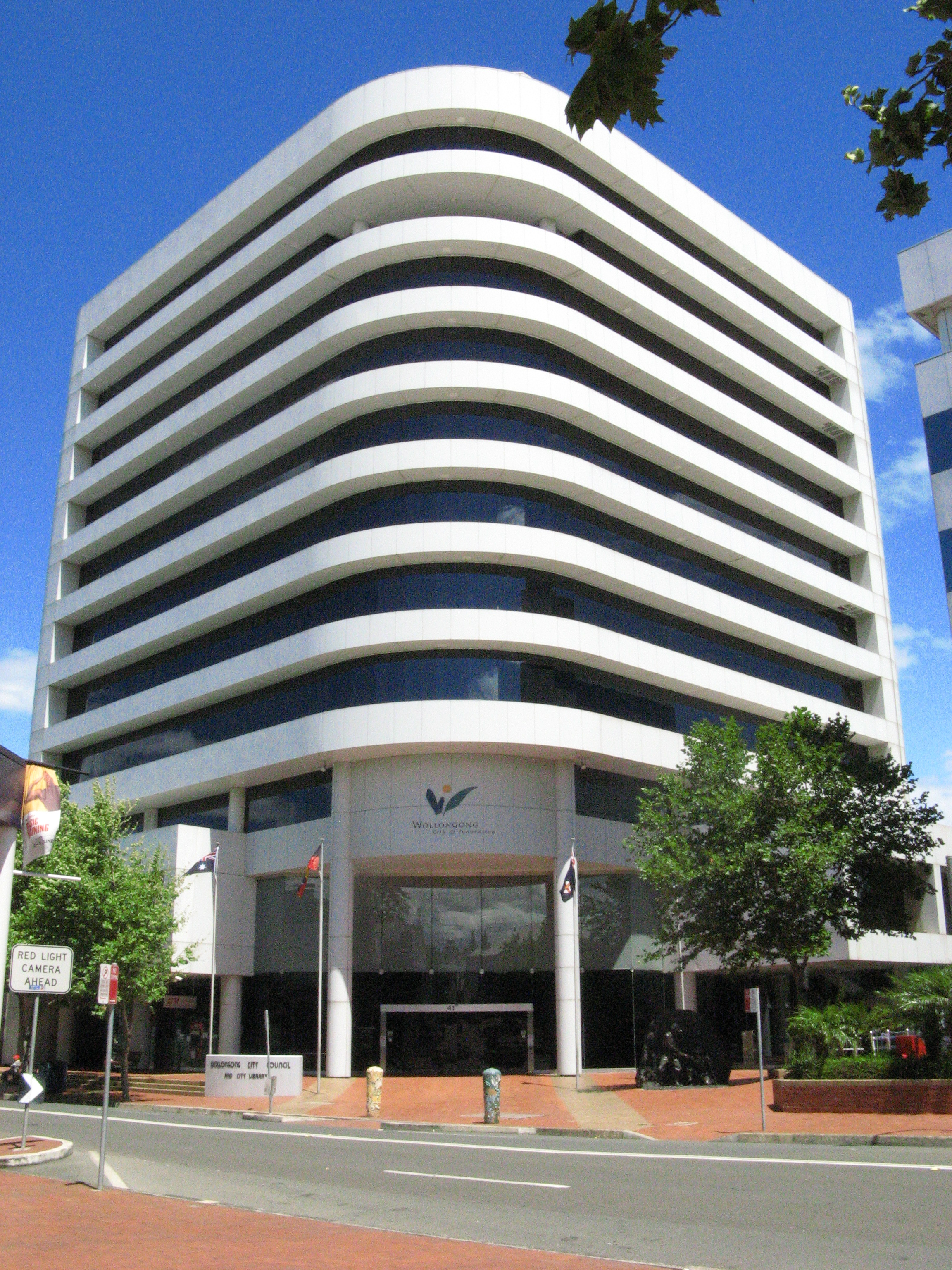
Le bâtiment abritant le conseil municipal et l'administration de la ville.

La ville comprend trois subdivisions appelées wards. Le conseil municipal comprend treize membres élus, dont le lord-maire élu directement, à raison de quatre par ward, pour un mandat de quatre ans. Les élections du 9 septembre 2017, ainsi que celles du 4 décembre 2021, aboutissent à la réélection du lord-maire et à une répartition identique des conseillers entre les formations politiques. 

### Composition du conseil
| Élections | Parti travailliste | Parti libéral | Verts | Indépendants |
| --------- | ------------------ | ------------- | ----- | ------------ |
| 2017      | 6                  | 3             | 2     | 2            |
| 2021      | 6                  | 3             | 2     | 2            |

### Liste des lords-maires
| Période                                  | Période     | Identité        | Étiquette   | Qualité |
| ---------------------------------------- | ----------- | --------------- | ----------- | ------- |
| Les données manquantes sont à compléter. |             |                 |             |         |
| 3 septembre 2011                         | en fonction | Gordon Bradbery | Indépendant |         |

La zone est rattachée aux circonscriptions de Cunningham et Whitlam pour les élections fédérales et à celles de Heathcote, Keira, Shellharbour et Wollongong pour les élections à l'Assemblée législative de Nouvelle-Galles du Sud.